# DoomRL
DoomRL (o Doom, el Roguelike) es la reencarnación en ASCII del FPS DOOM, creado por Kornel Kisielewicz, desarrollado usando el compilador Free Pascal.

## Juego
DoomRL es consistente con el estándar de Roguelike. Está basado en turnos y está totalmente construido con caracteres ASCII. También tiene un sistema de rasgos o habilidades por niveles. Basado en el Doom, es más frenético que los juegos roguelike normales, prima más el combate a distancia que la lucha cuerpo a cuerpo, el inventario es limitado ya que sólo hay un objeto por zócalo y es menos complejo que otros juegos del mismo tipo.
Desde la versión 0.9.8, se ha exportado completamente todos los sonidos y música de Doom, con soporte para mp3 de alta calidad (que se puede descargar desde una web externa) y un registro para los personajes de partidas anteriores.
También es interesante recalcar el intento de rescatar la atomósfera del Doom original a este formato. Cada enemigo tiene su imagen ASCII, la sangre y los cuerpos vuelan por todos los lados, especialmente con armas potentes como el lanzacohetes. Las paredes pueden ser sangrientas y los barriles estallan en cadena.